# سرآب فارسبان

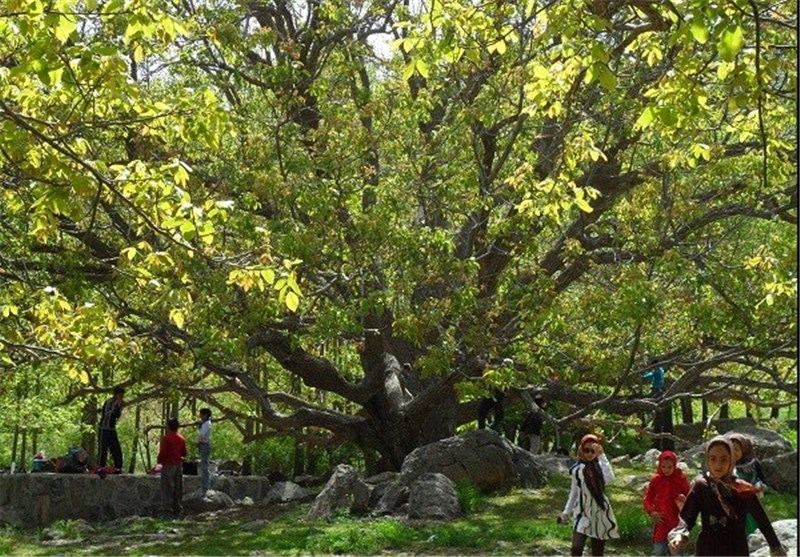

سرآب فارسبان(به لری: سرآو پارسبو) یکی سرآب در استان همدان، شهرستان نهاوند است. این سرآب در ۳۲ کیلومتری جنوب غربی نهاوند در انتهای روستای کمال‌وند و ورودی روستای دولت‌آباد قرار دارد.
سرآب فارسبان نهاوند یکی از سرآب‌های زیبا در استان همدان، شهرستان نهاوند است. نهاوند را شهر سرآب‌ها می‌نامند که دارای چندین سرآب با چشمه های گوناگون و جوشان می‌باشد.  
نهاوند به واقع شهر سرآب‌های زیبا و پرآب خروشان ایران است. شهری که دارای بیش از ۱۵ سرآب پر آب به همراه جنگل‌های طبیعی در خود جای داده است. از مهم‌ترین مناطق گردشگری در غرب کشور به شمار می‌رود
این سرآب در ۳۲ کیلومتری جنوب غربی نهاوند در انتهای روستای کمالوند و ورودی روستای دولت آباد قرار دارد.
عناصر زیبای طبیعی چون چشمه،کوهستان، انبوه درختان،به طبیعت این منطقه زیبایی مضاعفی بخشیده و آدمی با دیدن این همه زیبایی در برابر خالق یکتا به خاک افکنده و سجده شکر بر جای می آورد. 
ویژگی منحصر به فرد سرآب فارسبان، وجود درخت کهنسال گردو با قدمت ۶۰۰ ساله که این درخت تنومند حدود ۵ متر قطر دارد و ارتفاع آن به بیش از ۶۰ متر می‌رسد. چتری که این درخت ایجاد می‌کند به ۷۰۰ متر می‌رسد.
این درخت دارای شاخه ها و سایه‌ای به ابعاد ۱۰۰۰ متر مربع و از بلندترین درختان قدیمی سرآب فارسبان است که طول برخی شاخه‌های آن به ۱۵۰ متر نیز می رسد. سالانه بیش از ۳ هزار و ۲۰۰ کیلوگرم گردو توسط این درخت کهنسال تولید می‌شود که توسط گردشگران و مردم روستاهای کمالوند و فارسبان چیده و مصرف می شود.
روستای فارسبان دارای مردمانی خونگرم و مهمان نواز و با اصالت می‌باشند و خداوند نیز به مردمان این روستا به خاطر پشتوانه نیک، نعمتهای گوناگونی از جمله آب فراوان،زمین‌های کشاورزی مناسب و مکان‌های تفریحی و گردشگری فراوانی را عطا نموده است.
عناصر طبیعی چون چشمه، کوهستان، انبوه درختان، به طبیعت این منطقه زیبایی مضاعفی بخشیده‌است. شهرستان نهاوند دارای بیش از ۱۵ سرآب پرآب به همراه جنگل‌های طبیعی است و از مهم‌ترین مناطق گردشگری در غرب ایران به‌شمار می‌رود.
یک درخت کهنسال گردو با قدمت ۶۰۰ ساله با حدود ۵ متر قطر و ارتفاع بیش از ۶۰ متر در نزدیکی سرآب فارسبان است.